# Кропивна (Хмільницький район)
Кропи́вна — село в Україні, в Уланівській сільській громаді Хмільницького району Вінницької області. Населення становить 514 осіб.

## Географія
Селом протікає річка Руда, яка у Великому Острожку впадає у Витхлу.

## Історія
Повернуся
знову до батьківських порогів, до рідного села Кропивна, що у
Хмільницькому (а до 1962 року — Уланівському) районі Вінницької області.
Як свідчать поважні історики, зокрема Микола Дорош і його чергова чудова
історична книга «Витоки. Дослідження, оповіді, версії» про призабуті сторінки
рідного краю, моє село — одне з найдавніших сіл Хмільницького району. З
Вікіпедії довідуємося, що воно засноване і відоме з 1200 року. Цей факт треба
ще дослідити додатково, звідки взяті ці дані. Однак, у Грамоті дідича та
господаря Подільської землі князя Федора Коріатовича, укладеній кирилицею на
пергаменті та підписаній княжим писарем Андрієм Морхиною (випускником
Києво-Печерської лаври) у городі Смотричі 20 червня 1391 року, йдеться про те, що він «…дарує землі… від верху Кропивни аж до устя Кропивни  долов (що означає „долина“, „місцевість“, по-сучасному „басейн“) Буга  пану Гринькові…», майже одночасно з
тим, коли  було подароване князю Бедришко (Бедриху) поселення
на річці Гнилоп'ять, що сьогодні є уславленим містом Бердичів Житомирської
області і яке знаходиться від нашого села на відстані. До
речі, з цієї ж Грамоти випливає, що свідком дарування є, крім інших свідків, «пан Бедришко» (див. фото оригіналу Грамоти в кінці розділу).

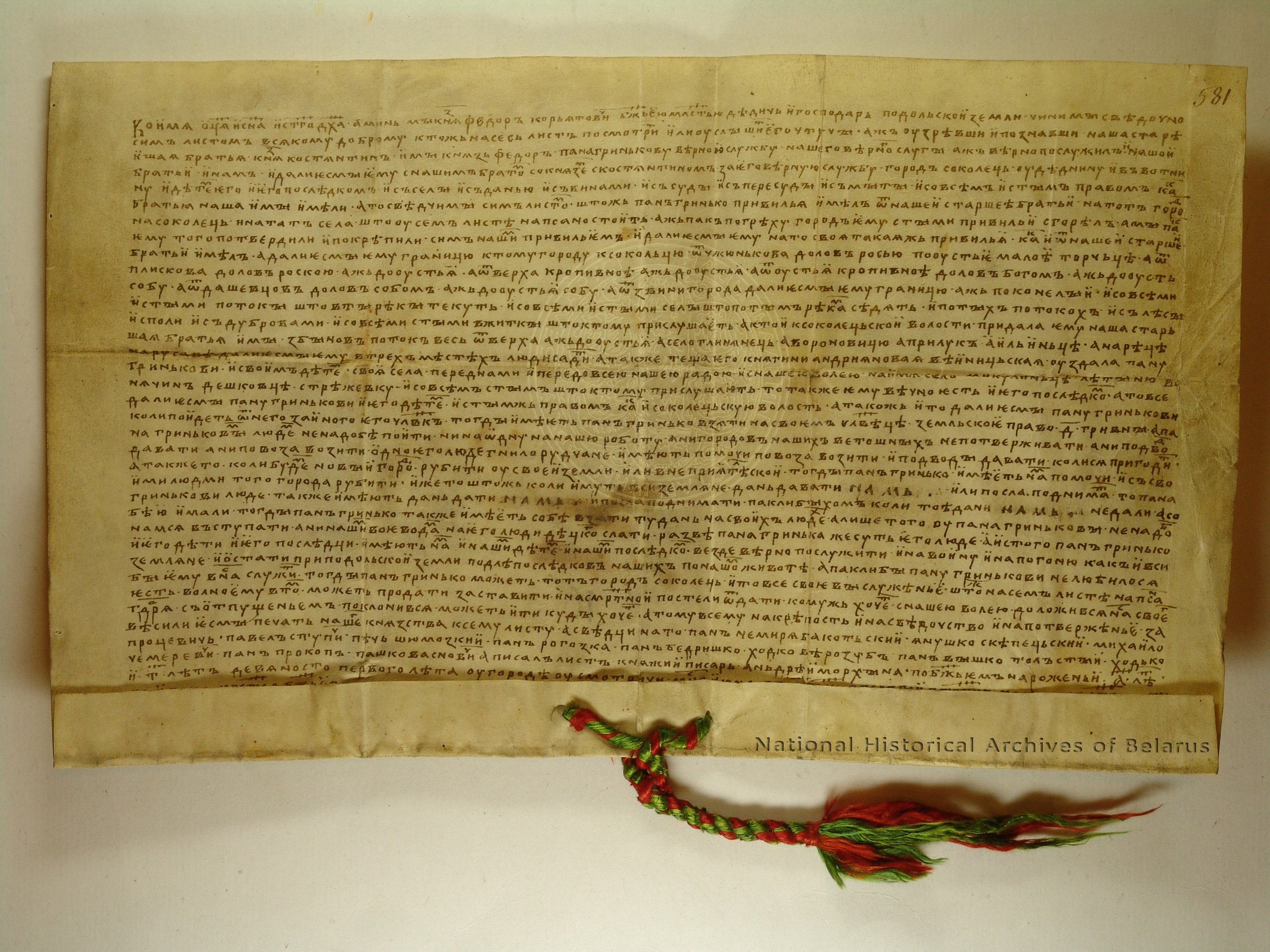
Грамота

 Потім Бедришко отримав уже від Вітовта інші
села на Подолії. Гринько або пан Григорій  був, очевидно, впливовою людиною і одночасно
княжим слугою, членом княжого адміністративно-судового апарату, або, імовірно, княжичем-сином Бориса Коріатовича, який за вірну службу Великому князю заслужив
таку милість. Із «Очерка известий о Подольской земле» Н. Молчановського
дізнаємося, що Гринько був Червоноградським воєводою та Подольським старостою
не тільки при Федорі, але й, можливо, і при Вітовті, і при Свидригайлі. Більше
того, відомо, що у 1404 році він залучався як один із суддів у справі про
земельну суперечку між польським королем Владиславом Ягайлом та деякими
українськими землевласниками. Цьому ж таки Гриньку цією ж Грамотою були
подаровані декілька населених пунктів, зокрема Соколецьку волость (теперішній
Сокілець), а також Плисків, Дашів, Звенигород, Вороновицю, Іллінці, Нову Прилуку.
При цьому зазначаються межі подарованих володінь. А ще його теща княгиня Андріанова-Вінницька
передала пану Григорію і своїм (його) дітям села Микулинці, Літин, Івчу (Вонячин), Дашківці, Стрижавку, які і сьогодні носять ті ж назви. Що потім сталося з
володіннями Гринька, важко дослідити, але відомо, що незабаром, у 1395 році, Великий
князь Литовський Вітовт передав їх двоюрідному брату князю Карибутовичу Дмитру
Ольгердовичу. Далі володарі цих земель теж змінювались досить швидко, в
залежності від суспільно-політичної ситуації того часу. У будь-якому разі, тоді
творилося із власністю на землю аналогічно сучасним подіям. Отже, поки що є підстави
вважати 1391 рік першою документальною згадкою про Кропивну. Білоруський
історик В. Тимошенко після детальних додаткових досліджень першоджерел
доводить, що у Князь-Грамоті за 1391 рік мова йде саме про село Кропивну, що у
теперішньому Хмільницькому районі Вінницької області. При цьому треба
пам'ятати, що відповідно рішенню ЮНЕСКО вік поселення фіксується від першої
писемної (не археологічної) згадки про нього в документах, а їх є чимало: Праці
Подільського Єпархіального історико-статистичного комітету; Радзивілівська
папка в Мінську — Вище згадана Невядомая грамата Федора Карыятовіча за 20 червня
1391 року: Беларускі Гістарычны Агляд; історичні праці низки вітчизняних та
зарубіжних істориків, зокрема: М. Грушевського, Н. Молчановського, В.
Отамановського, А. Зінченко, М. Дороша. Г. Хоткевича, Р. Саввова, П. Меріме, М.
Стрийковського, Геродота та ін.; Прадавні українські літературні пам'ятки: Велесова
Книга, Повість минулих літ, Іпатіївський літопис, Слово о полку Ігоревім тощо.
Свідками при цьому даруванні були декілька
поважних землевласників за списком у Грамоті, окрім згаданого вище Бедришка, Немиря Бакотський  (володар колишнього
міста Бакота поблизу теперішньої Дністровської ГАЕС, на жаль, повністю затопленого
водосховищем, а, можливо, і власник міста Немирів), а також литовський шляхтич, могутній володар величезних земельних угідь на Поділлі, Павло Ступіч, на честь якого, як
стверджують історики, і назване сусіднє село Ступник.
Отже, можна вважати на цьому етапі моїх досліджень, що моєму рідному селу у 2011 році
виповнилося 620 років! А топонім
«Кропивна» походить, можливо, від того, що село знаходиться на самому гребені Придніпровської
височини і частіше за інші близькі до нього села з точки зору
метеорології поливалося, «окроплювалося» дощами; можливо, його заснував якийсь
старійшина Кроп; можливо, від того, що навколо села, особливо в ярах і яругах
величезна кількість родючої і пишної рослинності: кропиви (вона швидко заростає, особливо на місці зруйнованих або спалених хат, а наш край найбільше потерпав
від навали різноманітних ворогів, а відтак, руйнувань і пожеж), а також осоки, татарського зілля і іншої всякої-всячини. Найбільш ймовірно він походить від гідроніма «Кропивня» або назви
річки «Кропив'янка», що протікає тут, етимологія якої походить від «водяної кропиви — кропивки».
Тож назва поселення найбільш ймовірно виникла від назви річки, а не від кропиви.
Кажуть, у минулому село знаходилося в долині річечок Кропив'янки та
Птинної. Зараз вони з невідомих причин носять назву Руда
і Рудка,
відповідно. Дуже імовірно, що Кропив'янкою і Птинною були і є інші
річечки-притоки Рудої в околі села Кропивна, а їх є чимало, наприклад, потічок, що зараз пропливає мимо клубу і біля школи впадає в Руду. З історичних документів
з'ясувати зараз це поки-що неможливо. В басейновому управлінні Південного Бугу, де працює чимало моїх добрих знайомих і приятелів, теж не дають ствердної відповіді.
Щоправда, факт, що Рудка і Птинна — це одна і та ж річка, мої колеги
підтверджують. А от чи називалася раніше Руда Кропив'янкою — це достеменно
невідомо. Історик Микола Дорош останнє дослідив із Єпархіальних Відомостей та
інших джерел інформації. Назва річки зазначається на відповідних географічних
картах і гідрографічних документах тоді, коли довжина річки не менше.
На жаль, Птинна-Рудка такої протяжності не має. При цьому слово «руда»
відповідає терміну «заплава», тобто широкий беріг, який під час весняної повені
заливався водою. Можливо, це пішло від того, що у давні часи кропив'яни
виплавляли (вижарювали) із місцевих болотистих руд крицю, а потім, обробляючи
(оббиваючи) її молотом у кузні, отримували залізо. Чому змінилися назви цих
річок? Невідомо. Проте достеменно відомо, що 
в царські, а особливо в радянські часи, історія нашого краю свідомо
перекручувалася для того, щоб знищити пам'ять народу. А народ, як ми знаємо, без історичної пам'яті, без коренів, без мови та без культури — сіра покірна
маса. Це, на жаль, була і є політика колонізаторів. При цьому на карті 1868
року є позначка — Кропивнянська Забара (межа, кордон, гряда з підводного каменю).
Так воно і є. Дійсно, наше село і сусідні села знаходяться на гребені Придніпровської
височини і у свій час були кордоном між Київщиною, Галичиною, Поділлям та «Диким
Полем». При цьому поруч з нашим селом в старовину пролягали Чорний і
Галіївський шляхи, по яким рухалися завойовники, а також чумаки, козацькі
війська тощо.   
У
будь-якому разі, мій рідний край не раз «окроплювався» кров'ю його мужніх
захисників, сльозами радості і смутку його Матерів, щедрою росою Бога Дощу і
Сонця. Ніхто не знає, звідки походить ця назва. 
У старослов'янській мові у давні часи могло бути якесь поняття, у корені
якого стояли б «кроп», «окріп» та інші. Якщо навести назви сусідніх сіл: Ступник, Клітенка, Подорожня, Червоний Степ, Вишенька, Чепелі, Тараски, Остріжок, Буряки, Сміла, Чеснівка, Петриківці, то появу їх назв (окрім Ступника) цілком
обґрунтовано можна трактувати і сьогодні.
Село розташоване на берегах аж трьох річок: Руда, Рудка (тече біля колишнього
колгоспу) та потічок (струмок) Безіменний (тече поблизу нинішнього клубу, який був колись садибою місцевого пана Самсона). Дві останні впадають у Руду, що бере свої початки з-під Листопадівки (близько автотраси, недалеко від
колишньої військової частини — Вежі), тече через Клітенку, а далі — Кропивну
(поруч теперішньої школи), Погорілу, Ступник. За Ступником вона зливається з річкою  Журавель, яка, у свою чергу, біля
Великого Острожка впадає в річку Витхлу (Витеклу). Остання тече через
Тараски, Пагурці і біля Воронівець впадає у Сниводу (Синю воду), а
Снивода біля Янева (Іванів)– у річку Бог (Південний Буг).
Фрагмент з автобіографічної книги Василя Петрука «Любіть Україну».
ДАРЧА ГРАМОТА ПОДІЛЬСЬКОГО КНЯЗЯ ФЕДОРА КОРІАТОВИЧА
Во ім'я Отця, і Сина, і Святого Духа, амінь. Ми, князь Федір Коріатович, Божою милістю дідич і господар Подольської землі, чиним свідомо цим листом
всякому доброму, хто на цей лист гляне і почує, поважаючи його… даруємо нашому
вірному слузі пану Гринькові за вірну службу в отчину і дідичну город Сокілець
і границю до нього, але не чужих земель, а земель ними самими перетвореної Подолії…
від верху Кропивної аж до устя, а від устя Кропивної долиною Богу аж до устя
Собу…  зі всіма тими ріками, землями, лісами, полями, дібровами і селами, хто там сидять і прислуживають …
Княжий писар Андрій Морхина, 
город Смотрич, 20 червня 1391
року
Фрагмент копії дослівного трактування Князь-Грамоти зі старослов'янської на сучасну українську мову, підготовлений археографом Олександром Грушею у 2001 році з оригіналу, написаному кирилицею на пергаменті, що знаходиться в Національному історичному архіві Бєларусі (Радзивілівська папка, Беларускі гістарычны агляд).
У 1957 році село Погоріла було приєднане до села Кропивна.

## Населення

### Мова
Розподіл населення за рідною мовою за даними перепису 2001 року:
| Мова       | Відсоток |
| ---------- | -------- |
| українська | 99,03%   |
| російська  | 0,97%    |

## Відомі люди
Тут народився відомий український вчений, доктор технічних наук, професор, член-кореспондент Української технологічної академії, академік Української академії економічної кібернетики, академік Міжнародної академії наук екології та безпеки життєдіяльності, Відмінник освіти України, Заслужений природоохоронець України Василь Григорович Петрук.
У селі Кропивна народився і виріс відомий в Україні юрист, суддя Вищого адміністративного суду України, Заслужений юрист України Микола Олексійович Сорока.
- Павленко Валентина Василівна — українська поетеса.